# Chlorocypha neptunus
Chlorocypha neptunus är en trollsländeart som först beskrevs av Sjöstedt 1899.  Chlorocypha neptunus ingår i släktet Chlorocypha och familjen Chlorocyphidae. IUCN kategoriserar arten globalt som otillräckligt studerad. Inga underarter finns listade i Catalogue of Life.